# 李国标家祠
李国标家祠，位于中国广东省惠州市博罗县龙华镇太和村，为博罗县的一个县级文物保护单位，类型为古建筑，公布时间为1985年。
李国标家祠的历史年代为清代。